# Placas de identificação de veículos na Colômbia
As placas de identificação de veículos na Colômbia tiveram o padrão atual estabelecido na década de 1990, mas alguns dos estilos vigentes durante o padrão anterior, emitido entre 1972 e 1990, continuam em uso.

## Sistema atual
| Categoria      | Imagem | Tipo                             | Tipo                              | Cores                                                                                                  | Formato                                           | Observações |
| Categoria      | Imagem | Português                        | Espanhol                          | Cores                                                                                                  | Formato                                           | Observações |
| -------------- | ------ | -------------------------------- | --------------------------------- | --- | ------------------------------------------------- | --- |
| Passeio        |        | Particular                       | Particular                        | preto sobre amarelo                                                                                    | ABC·123                                           | O município de emissão é gravado na parte inferior da placa. Placas emitidas em Bogotá até 1991 tinham a inscrição BOGOTA D.E. para Distrito Especial. Em 1991, o nome da cidade foi mudado para Santa Fé de Bogotá e a inscrição passou para STFE DE BOGOTA. Em 2000 o nome da cidade foi novamente mudado, desta vez para Bogotá, D.C. |
| Passeio        |        | Comercial                        | Comercial                         | preto sobre branco                                                                                     | ABC·123                                           | O município de emissão é gravado na parte inferior da placa. Placas emitidas em Bogotá até 1991 tinham a inscrição BOGOTA D.E. para Distrito Especial. Em 1991, o nome da cidade foi mudado para Santa Fé de Bogotá e a inscrição passou para STFE DE BOGOTA. Em 2000 o nome da cidade foi novamente mudado, desta vez para Bogotá, D.C. |
| Transporte     |        | Oficial                          | Oficial                           | branco sobre verde                                                                                     | OAB·123                                           | O município de emissão é gravado na parte inferior da placa. Placas emitidas em Bogotá até 1991 tinham a inscrição BOGOTA D.E. para Distrito Especial. Em 1991, o nome da cidade foi mudado para Santa Fé de Bogotá e a inscrição passou para STFE DE BOGOTA. Em 2000 o nome da cidade foi novamente mudado, desta vez para Bogotá, D.C. |
| Transporte     |        | Veículo antigo                   | Auto antiguo                      | preto sobre branco com faixas azuis à esquerda e à direita e um desenho de um veículo antigo ao centro | ABC·123                                           | A inscrição ANTIGUO é gravada na parte superior da placa, contraposta ao município, gravado na parte inferior da placa. |
| Transporte     |        | Motocicleta                      | Motocicleta                       | preto sobre amarelo                                                                                    | ABC·12D (atual); ABC·12 (anterior, ainda em uso). | COLOMBIA é gravado na parte inferior da placa. |
| Transporte     |        | Tuk-tuk particular               | Mototaxi privado                  | preto sobre amarelo                                                                                    | 123·ABC                                           | COLOMBIA é gravado na parte inferior da placa. |
| Transporte     |        | Tuk-tuk comercial                | Mototaxi comercial                | preto sobre branco                                                                                     | 123·ABC                                           | COLOMBIA é gravado na parte inferior da placa. |
| Transporte     |        | Reboque                          | Remolque                          | branco sobre verde                                                                                     | R·12345                                           | COLOMBIA é gravado na parte inferior da placa. |
| Transporte     |        | Caminhão-tanque                  | Carrotanque                       | branco sobre vermelho                                                                                  | T·1234                                            | COLOMBIA é gravado na parte inferior da placa. |
| Diplomático    |        | Corpo consular                   | Cuerpo consular                   | branco sobre azul                                                                                      | CC·1234                                           | COLOMBIA é gravado na parte inferior da placa. |
| Diplomático    |        | Corpo diplomático                | Cuerpo diplomático                | branco sobre azul                                                                                      | A-Z iniciais do país·123 estilo FE-Schrift        | COLOMBIA é gravado na parte inferior da placa. |
| Diplomático    |        | Organização interncional         | Organización internacional        | branco sobre azul                                                                                      | OI·1234                                           | COLOMBIA é gravado na parte inferior da placa. |
| Diplomático    |        | Serviço administrativo e técnico | Servicio Administrativo y Técnico | branco sobre azul                                                                                      | AT·1234                                           | COLOMBIA é gravado na parte inferior da placa. |
| Forças Armadas |        | Força Aérea Colombiana           | Fuerza Aérea Colombiana           | amarelo sobre preto                                                                                    | FAC 123456                                        | COLOMBIA é gravado na parte inferior da placa. |
| Forças Armadas |        | Polícia Nacional                 | Policía Nacional                  | verde sobre branco                                                                                     | 12-3456                                           | A inscrição COLOMBIA é gravada na parte superior da placa e POLICIA NACIONAL" é gravada na parte inferior da placa. |

## Sistemas anteriores
| Categoria  | Imagem | Tipo       | Tipo       | Período   | Cores               | Formato | Observações                                   |
| Categoria  | Imagem | Português  | Espanhol   | Período   | Cores               | Formato | Observações                                   |
| ---------- | ------ | ---------- | ---------- | --------- | ------------------- | ------- | --------------------------------------------- |
| Passeio    |        | Particular | Particular | 1972-1990 | preto sobre branco  | AB 1234 | COLOMBIA é gravado na parte inferior da placa |
| Passeio    |        | Comercial  | Comercial  | 1972-1990 | branco sobre roxo   | AB 1234 | COLOMBIA é gravado na parte inferior da placa |
| Transporte |        | Oficial    | Oficial    | 1972-1990 | amarelo sobre preto | OA 1234 | COLOMBIA é gravado na parte inferior da placa |